# Chiesa dei Santi Pietro e Paolo (Testico)
La chiesa dei Santi Pietro e Paolo è un luogo di culto cattolico situato nel comune di Testico, in piazza della Chiesa, in provincia di Savona. La chiesa è sede della parrocchia omonima del vicariato di Andora della diocesi di Albenga-Imperia.

## Storia e descrizione

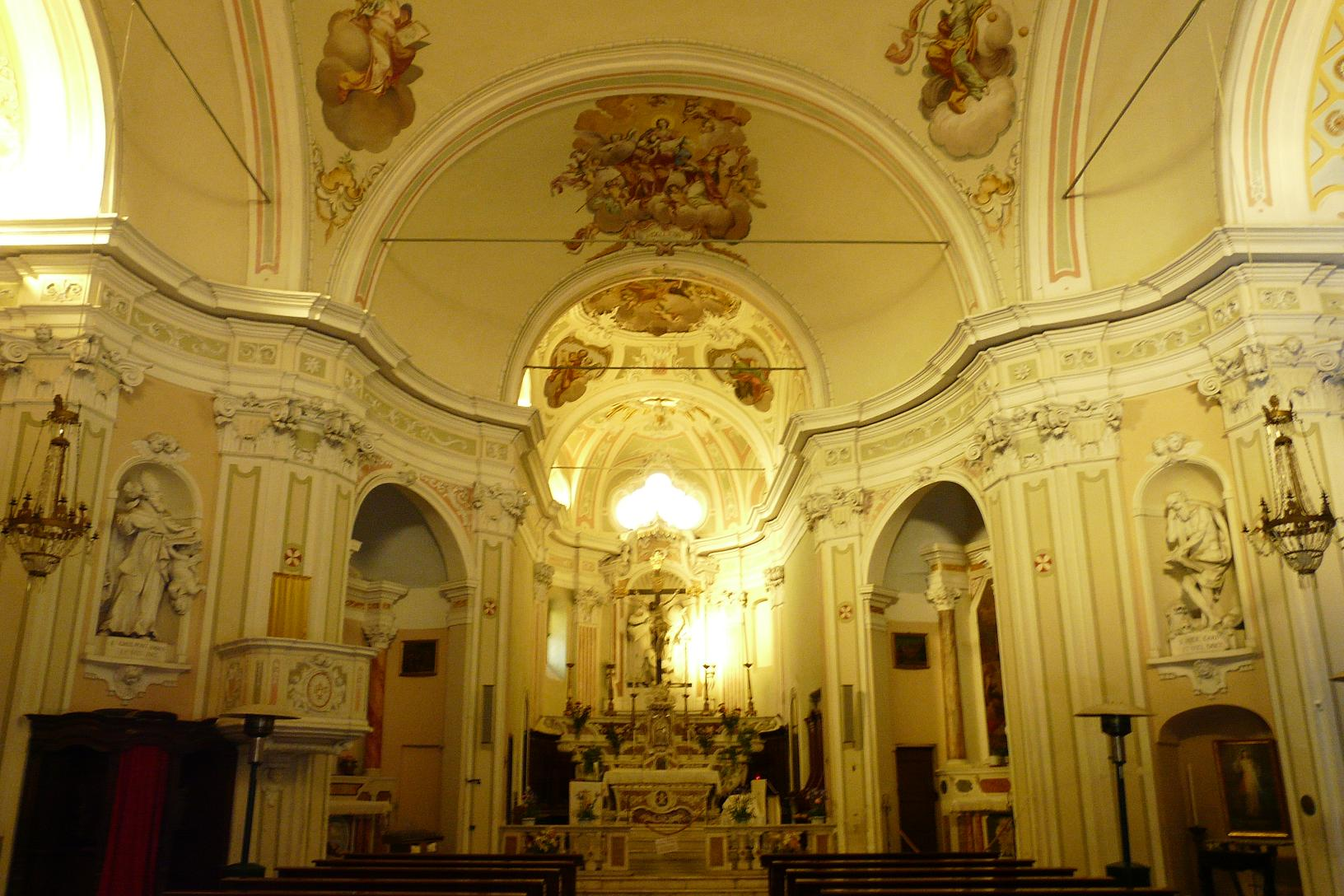
L'interno della parrocchiale

Tra gli elementi architettonici religiosi più antichi della val Merula, il primario luogo di culto venne fondato intorno al XIV secolo, con un'architettura riferibile allo stile romanico e consto da tre navate interne. Subì una prima trasformazione dell'edificio in un periodo di tempo databile tra il 1560 e il 1680, ed una successiva opera di rivisitazione tardo barocca-neoclassica, a cura dell'architetto Domenico Belmonte, tra il 1760 e il 1785.
La consacrazione del nuovo luogo di culto e parrocchiale di Testico avvenne il 5 settembre 1786, così come riportato in un'iscrizione posta in facciata.
Gli interni sono stati affrescati, stuccati e decorati dal pittore e scultore Tommaso Carrega nell'ultima fase ampliativa settecentesca della chiesa. L'unica aula della struttura - a pianta ottagonale - è consta da sei altari laterali più il maggiore, quest'ultimo in marmo policromo e incastonato a mosaico.
Tra le opere pittoriche e scultoree esposte nelle cappelle ai lati un'effigie in legno della Madonna del Rosario, datata al 1831 e opera di Giovanni Battista Garaventa, e la pala d'altare di Lazzaro Tavarone ritraente Il martirio di santo Stefano, eseguito nel corso del XVI secolo.